# Leones Negros de la UdeG

Heimspielticket der UDEG aus der Erstliga-Saison 1987/88

Der Club Deportivo Leones Negros de la Universidad de Guadalajara, kurz UdeG, bezeichnet die Fußballabteilung der Universidad de Guadalajara, der Staatlichen Universität von Guadalajara, der zweitgrößten Stadt in Mexiko. Unter dieser Bezeichnung spielte der Verein bis zum finanziell bedingten Rückzug aus der Primera División am Saisonende 1993/94. Danach übernahm die erste Mannschaft den Startplatz seiner zweiten Mannschaft Atlético Bachilleres in der drittklassigen Segunda División, in der sie von 1994 bis 1997 unter Beibehaltung von deren bisheriger Bezeichnung antrat. Nach dem am Ende der Saison 1996/97 erzielten Aufstieg spielte der Verein (ebenfalls als Atlético Bachilleres) zwischen 1997 und 2002 in der zweitklassigen Primera División 'A', während ihre in der drittklassigen Segunda División spielende zweite Mannschaft unter dem Namen Cachorros de la UdeG antrat. 2009 wurde der Verein unter seiner ursprünglichen Bezeichnung reaktiviert. Seit der Saison 2009/10 ist die erste Mannschaft wieder in der zweiten Liga (seit 2020/21 Liga de Expansión MX) vertreten, wobei in der Saison 2014/15 sogar ein kurzer Abstecher in die höchste Spielklasse gelang.

## Die erste Epoche
Die Fußballmannschaft wurde 1970 gegründet und nahm in den Spielzeiten 1970/71 und 1971/72 am Spielbetrieb der dritten Liga teil. Nach dem Aufstieg von 1972 spielte die Mannschaft zwei Jahre lang in der zweiten Liga, bis 1974 die Erstligalizenz des finanziell angeschlagenen CF Torreón übernommen wurde. Von nun an spielten die Fußballer der UdeG 20 Jahre lang (von 1974/75 bis 1993/94) in der höchsten Spielklasse Mexikos und hatten in dieser Epoche durchaus einige Erfolge vorzuweisen: dreimal Vizemeister (1976, 1977 und 1990) und dreimal Pokalfinalist (1975, 1989 und 1991), im letzten Fall sogar Pokalsieger, sowie 1978 Sieger des CONCACAF Champions’ Cup der Zone Nord (in diesem Jahr wurde kein Gesamtsieger ausgespielt).
Weil die Universitätskicker jedoch im Schatten der beiden Platzhirsche, Chivas und Atlas, stets nur über eine spärliche Anhängerschaft verfügten und es zu allem Überfluss auch noch zu einer Reihe von undurchsichtigen finanziellen Machenschaften in der Verwaltung gekommen war, zog der Verein sich 1994 aus der ersten Liga zurück. Es war jedoch kein gewöhnlicher Rückzug, sondern ein seltsam anmutender Deal: Die UdeG verkaufte ihre Lizenz nicht an einen anderen Verein – ein häufiger Vorgang in Mexiko –, sondern an ein von der FMF (dem mexikanischen Fußballverband) unterstütztes oder gar kreiertes Konsortium diverser Vereinseigentümer. Erfolgreiches Ziel dieser Maßnahme war einerseits die vom FMF angestrebte Reduzierung der Erstligavereine in zwei Schritten von zuletzt 20 auf 18 Teams, der neben UdeG (freiwillig) ein Jahr später auch die UAT Correcaminos (unfreiwillig) zum Opfer fielen und andererseits die von 15 Vereinsbossen gewünschte Schaffung einer neuen landesweiten Liga unterhalb der höchsten Spielklasse, die fortan den Namen Primera División 'A' tragen sollte. Damit wurde die bisher zweitklassige Segunda División de facto drittklassig.
Das Team der UdeG wirkte in dieser Liga zwischen 1997/98 und 2001/02 unter dem Namen Bachilleres (Abiturienten) mit, ehe man sich abermals gezwungen sah, sich aufgrund des unzureichenden Publikumszuspruchs auch aus dieser Liga zurückzuziehen. Seither wurde die Universität fußballerisch nur noch von dem vorherigen Reserveteam Cachorros (Jungs) vertreten, das schon während der Zweitligazeiten der Bachilleres in der drittklassigen Segunda División kickte. Durch die vor der Saison 2008/09 vorgenommene Ligareform verlor die Universitätsmannschaft schließlich sogar ihren Platz in dieser Liga.

## Die Reaktivierung
Vor Beginn der Saison 2009/10 wurde der Verein mit Unterstützung von Jorge Vergara, dem Eigentümer des Erstligavereins Chivas Guadalajara, reaktiviert.
Vergara hatte dem Generaldirektor der Universidad de Guadalajara, Marco Antonio Cortés Guardado, den Erwerb von Chivas’ Farmteam CD Tapatío in der zweiten Liga angeboten, um daraus die verschwundene Mannschaft der Leones Negros de la UdeG (Schwarze Löwen der Universität von Guadalajara) neu zu formen und deren Startplatz in der Primera División 'A' einzunehmen.
Die Abneigung, die sonst so häufig zwischen zwei Vereinen aus derselben Stadt besteht und sich aus Sicht der Chivas-Fans hauptsächlich auf den CF Atlas konzentriert, ist zwischen diesen beiden Vereinen nicht auszumachen. Im Gegenteil. Chivas-Eigner Vergara wünscht dem zukünftigen Team der Staatlichen Universität von Guadalajara von Herzen alles Gute: „Wir hoffen, dass die Leones bald die gewünschten Resultate erzielen, um aufsteigen zu können. In Guadalajara ist genug Platz für einen weiteren Erstligaverein. Die frühere Mannschaft der UdeG hat sich damals viele Sympathien erspielt und es gibt ein großes Interesse an ihrer Rückkehr.“

## Rivalitäten
Die größte Rivalität der UdeG bestand zu Erstligazeiten mit dem Team der privaten Universität des Großraums von Guadalajara, UAG Tecos. Es war das Duell zweier Universitäten, zwischen denen Welten liegen: hier die UdeG, offen für jedermann, deren Studentenmehrheit traditionell eher als links eingestuft werden konnte. Dort die im westlich an Guadalajara angrenzenden Nobelvorort Zapopan beheimatete UAG, die private Universität der gesellschaftlichen Elite mit einer traditionell katholisch orientierten rechts-konservativen Ausrichtung. Im Aufstiegsfinale der Ascenso MX 2013/14 standen sich beide Mannschaften gegenüber, wobei die Leones Negros sich durchsetzen konnten.

## Die erfolgreichsten Mannschaften

### Vizemeister 1975/76
Ignacio Calderón, Rubén Chávez, Jorge García Rulfo (Tor) – Héctor Santoyo, Manuel Nájera, Roberto da Silva, Daniel Montes de Oca, Juan Rodríguez, Jaime Reyes (Abwehr) – Aurelio Martínez, José Francisco Ríos, Marcos Rivas, Mario García (Mittelfeld) – Jair de Jesús Pereira, Carlos de Jesús Euzebio, Belardino de Almeida, Rubén Anguiano, Joel Andrade, Raúl Ángel Mañon, Ricardo Chavarín, Belisario López, José Luis García (Sturm). Trainer: José Gomes Nogueiro.

### Vizemeister 1976/77
Jorge García Rulfo, Ignacio Calderón, Rubén Chávez – Daniel Montes de Oca, Manuel Guillen, Roberto da Silva, Manuel Nájera, Jaime Reyes, Héctor Santoyo, Alberto Rodríguez, José Román, Raymundo Gómez – José Francisco Ríos, Rafael Chávez, Aurelio Martínez, Marcos Rivas, Mario García – Belisario López, Ricardo Chavarín, Carlos de Jesús Euzebio, Rubén Anguiano, Raúl Ángel Mañon, Belardino de Almeida, Joel Andrade, Jair de Jesús Pereira, Luis Gilberto Plascencia. Trainer: Ignacio Jáuregui.

### Vizemeister 1989/90
Víctor Manuel Aguado, Estefano Rodríguez – Sergio Carlos Díaz, Martín Arturo Vázquez, Víctor Manuel Rodríguez, Juan Carlos Ortega, Fernando Quirarte, José María Higareda, Marco Antonio Hernández, Sergio Pérez Palomera, Ahuizótl Sánchez – Humberto Romero, Alfonso Sosa, Edson Vieira, Salvador Luis Reyes, Rodolfo Michel Rodríguez, Carlos Castillo, Leopoldo Castañeda – Daniel Guzmán, Jorge Dávalos, Octavio Mora, Francisco García, Ricardo Milton Da Silva, Jorge Navarro, Carlos Orozco. Trainer: Alberto Guerra.

### Pokalsieger 1990/91
Hugo Pineda – Rafael Gutiérrez, Víctor Manuel Rodríguez, José Sergio Díaz, José María Higareda, Sergio Pérez Palomera, Juan Carlos Ortega, Luis Felipe Peña – Humberto Romero, David Cortéz, Jorge Dávalos, Alfonso Sosa, Salvador Luis Reyes, Roberto Masciarelli, Leopoldo Castañeda, Luis Gilberto Plascencia, Juan Alberto Luna Montoya – Hugo Aparecido Matos, Daniel Guzmán, Octavio Mora, Ricardo Milton Da Silva, Luis Alberto Flores, Carlos Orozco. Trainer: Alberto Guerra.

## Bekannte Spieler
- Ignacio Calderón; der Nationaltorwart bei den Fußballweltmeisterschaften 1966 und 1970 kam 1974 vom Nachbarn Deportivo Guadalajara.
- Jorge Dávalos; spielte während seiner gesamten Profikarriere ausschließlich für die UdeG und war zwölf Jahre lang Mannschaftskapitän.
- Daniel Guzmán; der spätere Meistertrainer (2008 mit Santos Laguna) spielte von 1986 bis 1991 bei der UdeG.
- Manuel Nájera; einziger WM-Teilnehmer (1978) der Vereinsgeschichte.
- Fernando Quirarte; der ansonsten ausschließlich für den Stadtrivalen Chivas tätige WM-Teilnehmer (1986) ließ bei der UdeG seine aktive Karriere in der Saison 1989/90 ausklingen.
- Marcos Rivas; El hombre 11 (der elfte Mann) spielte im Laufe seiner Karriere auf allen elf Positionen und insgesamt drei Jahre für UdeG.
- Miguel Zepeda; Gewinner des FIFA-Konföderationen-Pokals 1999 und mit zwei Treffern "Matchwinner" beim 4:3-Finalsieg gegen Brasilien.

## Leonas Negras
Die Frauenfußballmannschaft der Universidad de Guadalajara nennt sich Leonas Negras (dt. Schwarze Löwinnen) und erreichte erstmals in der Apertura 2007 die Finalspiele um die mexikanische Frauenfußballmeisterschaft. In diesen unterlag sie den Dragonas del Instituto Oriente mit dem Gesamtergebnis von 2:6 (Hinspiel 1:2, Rückspiel 1:4 in einem fast leeren Estadio Azul in Mexiko-Stadt).
Zweieinhalb Jahre später erreichte der Verein in der Clausura 2010 erneut die Finalspiele um die mexikanische Frauenfußballmeisterschaft. Diesmal machten sie es besser und schlugen den Lokalrivalen Brujas de Tlaquepaque mit dem Gesamtergebnis von 3:2. Nach einem 1:1 des im Estadio Revolución Mexicana von Tonalá ausgetragenen Hinspiels sicherte sich die Universitätsmannschaft durch einen 2:1-Erfolg im Rückspiel, für das man das auch von der Männermannschaft genutzte Estadio Jalisco bezogen hatte, den Meistertitel.
Wenn seither auch Erfolge auf nationaler Ebene ausgeblieben sind, gehören die Leonas Negras noch immer zu den führenden Mannschaften. So gewannen sie 2015 die Staatsmeisterschaft von Jalisco und setzten sich auch in diesem Finale gegen den Nachbarn Brujas de Tlaquepaque durch.